# 泰國南部動亂
泰國南部動亂是泰国南部三府（北大年府、惹拉府和陶公府）一帶從2004年開始的泰國馬來人穆斯林分離分子武裝動亂。

## 背景
20世纪80年代至90年代初，惹拉府、北大年府及陶公府地区曾有零星的民族纠纷（這裡以前是獨立馬來穆斯林王國），后来矛盾被泰国政府逐渐化解，局势呈现相对平静。

## 2004年
隨着境外勢力利用伊斯蘭學校在泰國南部傳播極端宗教思想，以及進入21世紀以後，泰國南部的穆斯林分離分子得到境外恐怖組織提供資金和戰術培訓，實力有所壯大，襲擊活動加劇。2004年1月4日，一群手执武器的人在黎明时分袭击邻近陶公府内一个的军营，杀害了四名军人并抢走一百多支美製自动步枪，该事件象征着泰南地区暴乱的开始，暴乱则一直持续至今日。
2004年4月28日，一百多名武装暴乱分子企图在当天黎明时分冲击位于宋卡府、北大年府与惹拉府中的10所警署，但由于泰国警方事前已经得到线报而有所防范，所以暴乱分子遭受血腥镇压损失极其惨重。一部分暴乱分子退入北大年府中历史最悠久的库塞清真寺（Krue Sae Mosque）企图死守，驻扎在泰国南部的第四军团包围了该清真寺，尽管当时泰国的副总理兼国防部长差瓦立·永猜裕上将（Chavalit Yongchaiyudh）鉴于此事件涉及宗教及民族纠纷十分敏感，他命令驻军务必克制，努力寻求和平的方式解决，但是由于清真寺外围观群众太多，为了避免局势失控与减少无辜者的伤亡，第四军团长官在对恃长达七个小时之后命令士兵强行冲入寺内，一阵枪林弹雨过后，1名泰国军人及全部32名武装暴乱分子均中弹身亡。
这一事件，后来被称为“库塞清真寺惨案”，泰爱泰政府被泰国的反对党指责对该事件“处理不当”而造成大量人员伤亡，有些分析家、评论家则认为此事件种下了日后泰南三府局势急剧恶化的“祸根”。
2004年10月26日，一群示威群众在陶公府榻拜区（Tak Bai）与警察发生激烈冲突，警方召来了附近驻军对将近七百名示威群众强行逮捕，用军车押运至惹拉府关押，在押运过程中78名示威者因为捆绑过紧及军车后厢拥挤不堪而窒息死亡。这一事件被称为「榻拜惨案」，招致了广泛的民愤。此后泰南地区暴力事件有增无减。

## 2007年及以後
2007年农历中国春节，惹拉府府城（Amphoe Muang）内城区一日之间发生三十多起炸弹爆炸及故意纵火事件，几日后一群华裔泰国人从勿洞（Betong）乘车到邻近宋卡府扫墓，在路上遭数量不明的人乱枪扫射，九人不幸遇难。
泰国六大银行在惹拉府中的分行几乎都曾经受过炸弹袭击。
截至2014年初，泰南三府有約3萬人的泰國軍隊駐防。

## 傷亡人數
2004年11月，泰国国防部公布自1月起在泰南三府发生的暴力事件已经造成超過七百人丧生。到了2007年4月，该数字已上升至2,100人以上，使得泰南三府被列为世界上除了伊拉克首都巴格达以外最不安全的地区，能和巴勒斯坦的加沙地带相提并论。
截至2013年12月31日，泰南動亂已造成5,926人喪生，包括3,461名穆斯林和2,431名佛教徒，其餘是信仰其他宗教的人。死者包括811名泰國軍人和警察，另有3,588名軍人和警察受傷。

## 延伸閱讀
- 泰国：民族的矛盾还是“文明的冲突”（人民網，2010-05-28）